# Pangasius elongatus
Pangasius elongatus és una espècie de peix de la família dels pangàsids i de l'ordre dels siluriformes.

## Morfologia
Els mascles poden assolir els 28,2 cm de llargària total.

## Alimentació
Menja principalment animals bentònics, com ara mol·luscs i crustacis. Durant l'estació humida, les poblacions del riu Mekong es nodreixen també de fruits.

## Distribució geogràfica
Es troba a Àsia: Indoxina (conques dels rius Mekong i Chao Phraya).

## Vàlua econòmica
Es comercialitza fresc.